# Saropogon
Saropogon is een vliegengeslacht uit de familie van de roofvliegen (Asilidae).

## Soorten
- S. abbreviatus Johnson, 1903
- S. aberrans Loew, 1857
- S. albicans Janssens, 1961
- S. albifrons Back, 1904
- S. alternatus Loew, 1873
- S. antipodus Schiner, 1868
- S. aretalogus Séguy, 1953
- S. atricolor Loew, 1837
- S. aurifrons (Macquart in Lucas, 1850)
- S. axillaris Loew, 1851
- S. beckeri Villeneuve, 1922
- S. bijani Abbassian-Lintzen, 1964
- S. birdi Curran, 1931
- S. bryanti Wilcox, 1966
- S. carbonarius (Philippi, 1865)
- S. castaneicornis (Macquart, 1838)
- S. clarkii Hutton, 1901
- S. clausus Becker, 1906
- S. combustus Loew, 1874
- S. comosus Loew, 1869
- S. complacitus (Wulp, 1872)
- S. coquilletti Back, 1909
- S. chathamensis Hutton, 1901
- S. choapensis (Artigas, 1970)
- S. dasynotus Loew, 1871
- S. discus (Walker, 1849)
- S. dispar Coquillett, 1902
- S. dissimulans White, 1918
- S. distinctus Becker, 1906
- S. dubiosus Theodor, 1980
- S. ehrenbergii Loew, 1851
- S. elbaiensis Efflatoun, 1937
- S. eucerus (Loew, 1847)
- S. extenuatus Hutton, 1901
- S. flavicinctus (Wiedemann in Meigen, 1820)
- S. flavofacialis Hull, 1956
- S. fletcheri Bromley, 1934
- S. fracipes Hutton, 1901
- S. fraternus Bigot, 1878
- S. frontalis Loew, 1869
- S. fucatus Loew, 1869
- S. fugiens Hutton, 1901
- S. fulvicornis (Macquart, 1850)
- S. fulvus Theodor, 1980
- S. galilaeus Theodor, 1980
- S. gayi (Macquart, 1838)
- S. geniculatus Loew, 1869
- S. gigas Becker in Becker & Stein, 1913
- S. greatheadi Londt, 1997
- S. hudsoni Hutton, 1901
- S. hulli Joseph & Parui, 1981
- S. hyalinus Coquillett, 1904
- S. hypomelas (Loew, 1866)
- S. incisuratus Wulp, 1899
- S. jucundus Wulp, 1872
- S. jugulum (Loew, 1847)
- S. kenyensis Londt, 1997
- S. lamperti Becker, 1906
- S. laparoides Bromley, 1951
- S. leucocephalus (Meigen, 1820)
- S. leucogenus Séguy, 1953
- S. lhoti Séguy, 1938
- S. limbinervis (Macquart, 1855)
- S. londti Parui, 1999
- S. longicornis (Macquart, 1838)
- S. luctuosus (Wiedemann in Meigen, 1820)
- S. luteus Coquillett, 1904

- S. maculipennis (Brunetti, 1928)
- S. maroccanus Séguy, 1930
- S. meghalayensis Parui, 1999
- S. megriensis Richter, 1966
- S. melampygus (Loew, 1851)
- S. melanophrus Bigot, 1878
- S. melisoma (Carrera & Papavero, 1962)
- S. mellipes Bromley, 1934
- S. mofidii Abbassian-Lintzen, 1964
- S. mohawki Wilcox, 1966
- S. monachus Janssens, 1960
- S. nepalensis Parui, 1999
- S. nigritarsus Hull, 1956
- S. nigronastutus Bigot, 1878
- S. nitidus Wilcox, 1966
- S. notatus Loew, 1869
- S. obesulus Loew, 1869
- S. oblitescens Cockerell, 1914
- S. obscuripennis (Macquart in Lucas, 1849)
- S. olivierii (Macquart, 1838)
- S. perlatus Costa, 1884
- S. perniger Schiner, 1868
- S. philocalus Séguy, 1941
- S. pittoproctus Loew, 1873
- S. platynotus (Loew, 1847)
- S. pollinosus Loew, 1869
- S. pritchardi Bromley, 1934
- S. proximus Hutton, 1901
- S. pseudojugulum Theodor, 1980
- S. pulcherrimus Williston, 1901
- S. pulverulentus Wulp, 1899
- S. punctipennis Frey, 1958
- S. purus Curran, 1930
- S. revivensis Theodor, 1980
- S. rubiventris Wulp, 1899
- S. rubricosus Bezzi, 1916
- S. rufipes (Gimmerthal, 1847)
- S. scalaris Bigot, 1878
- S. sculleni Wilcox, 1966
- S. semirubra Meijere, 1914
- S. semiustus Coquillett, 1904
- S. senex Osten-Sacken, 1887
- S. solus Bromley, 1951
- S. specularis Bezzi, 1916
- S. srilankaensis Joseph & Parui, 1995
- S. subauratus (Walker, 1854)
- S. tassilaensis Séguy, 1953
- S. thailandensis Tomosovic & Grootaert, 2003
- S. tiberiadis Theodor, 1980
- S. tigris Parui, 1999
- S. treibensis Theodor, 1980
- S. trispiculum Tomosovic, 2005
- S. varians Bigot, 1888
- S. velutinus (Carrera & Papavero, 1962)
- S. verticalis Oldroyd, 1958
- S. vestitus (Wiedemann, 1828)
- S. viduus (Walker, 1849)
- S. villosus Janssens, 1961
- S. weissi Bezzi, 1911
- S. wilcoxi Papavero, 1971
- S. zinidi Londt, 1997
- S. zopheropterus Janssens, 1969